# Omar Ibn Al-Chattab-moskee
De Omar ibn al-Chattab-moskee (Portugees: Mesquita Omar Ibn Al-Khattab) is een moskee in Foz do Iguaçu, Paraná, Brazilië. Het is de op twee na grootste moskee van Zuid-Amerika. Het gebouw behoort tot het Heilzame Islamitisch Cultureel Centrum van Foz do Iguaçu (Portugees: Centro Cultural Beneficente Islâmico de Foz do Iguaçu) en staat aan de Rua Meca in het centrum van de stad. Verder ligt het nabij de grens met Paraguay en Argentinië.

## Islamitische gemeenschap van Foz do Iguaçu
Foz do Iguaçu is een erg multiculturele stad en heeft onder andere de op een na grootste Libanese gemeenschap van het land. In de afgelopen 150 jaar zijn vele Libanezen hun land ontvlucht vanwege de langdurige onstabiele situatie en de vele (burger)oorlogen. In Brazilië woont daardoor de grootste Libanese gemeenschap buiten Libanon; de gemeenschap van Foz wordt geschat op ruim 15.000 personen. Verder is er nog een kleine groep Palestijnen en Syriërs in de stad te vinden. De islamitische gemeenschap van Foz do Iguaçu, die ruim 25.000 mensen telt, drukt zich uit in deze moskee.

## Geschiedenis

### De Stichting

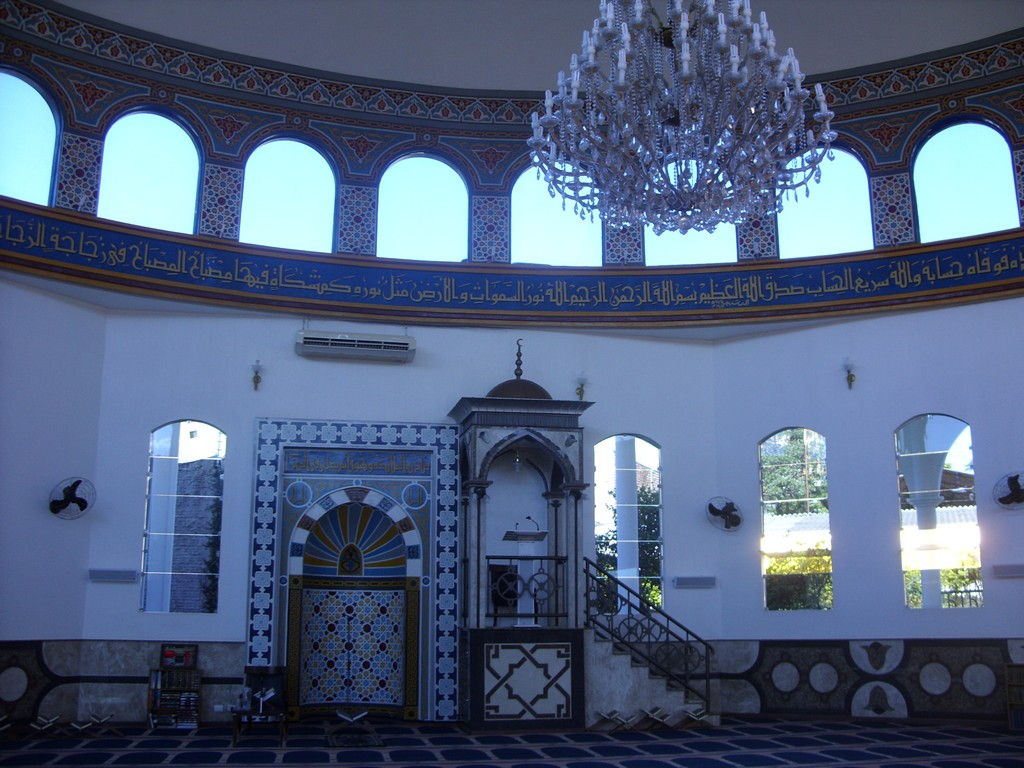
Het interieur met de minbar naast de mihrab.

Door de groeiende islamitische gemeenschap in Foz do Iguaçu ontstond er een behoefte aan een gebeds- en ontmoetingsplaats. Op 16 augustus 1981 werd het Heilzame Islamitisch Cultureel Centrum van Foz do Iguaçu opgericht om de bouw van een moskee en een madrassa te verzorgen. Bovendien had de vereniging als doelstelling het behouden van de eigen religie, taal en cultuur. De gemeente Foz do Iguaçu schonk hiervoor een gebied met een oppervlakte van 10.000 m².
Ingenieur en architect Farhud Seme ontwierp de moskee waarvoor op 20 maart 1983 de eerste steen werd gelegd. Omdat Brazilië geen islamitisch land is en het daardoor niet vertrouwd is met het bouwen van moskeeën was dit een ambitieus project voor het land. Vooral de bouw van de betonnen koepel was een uitdaging, waar uitgebreide studies aan voorafgingen. Met een hoogte van 18 meter en een diameter van 21 meter is het de grootste betonnen koepel van Zuid-Amerika.

### Opening
In aanwezigheid van een groot deel van de moslimgemeenschap in de regio en ambassadeurs van Arabische landen werd de moskee op 7 oktober 1988 officieel geopend verklaard en vernoemd naar Omar ibn al-Chattab, die wordt gezien als de meest rechtvaardige en vrome moslim man in de geschiedenis. Op dezelfde dag vond ook de opening van de religieuze school plaats.

### Afmetingen en gebruik
Buiten de betonnen koepel telt de moskee twee minaretten met ieder een hoogte van 31 meter. Vijf keer per dag wordt er vanuit deze minaretten opgeroepen tot gebed. Met een bebouwde oppervlakte van 1248 m² en een ovale zaal van 580 m² biedt het gebouw plaats aan ruim 800 personen. Bij religieuze vieringen verzamelen zich jaarlijks ongeveer 1500 mensen op de binnenplaats. Gemiddeld ontvangt het ruim 3000 mensen per maand, waaronder vele toeristen.

## Galerij

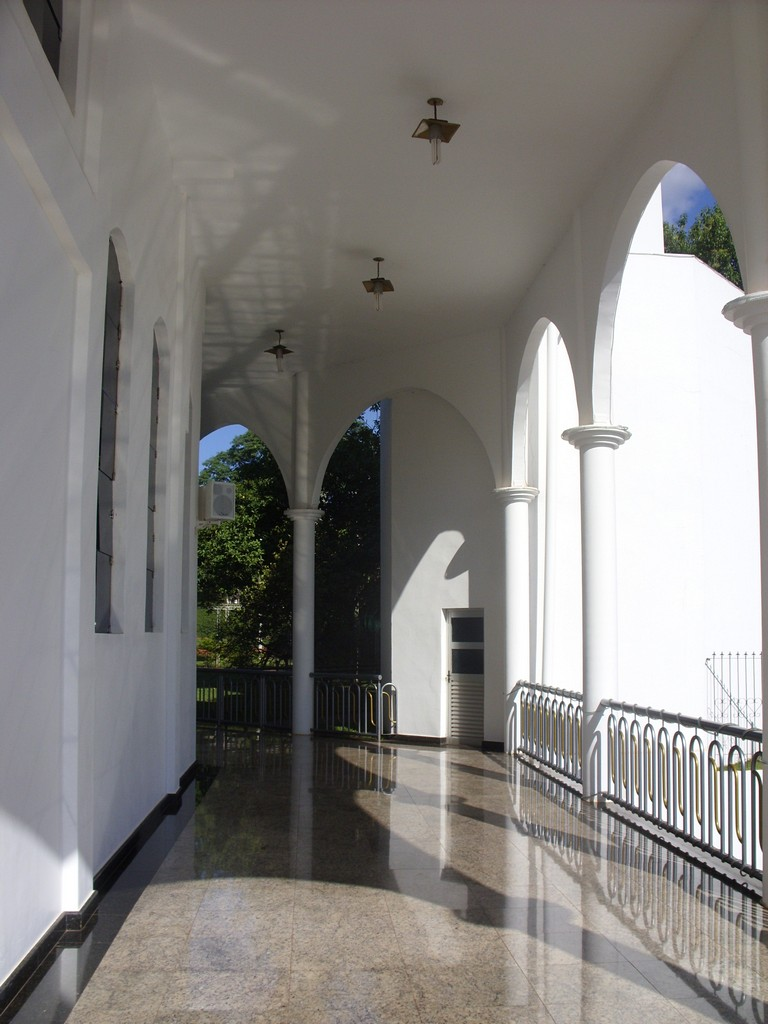
De zijkant van de moskee.
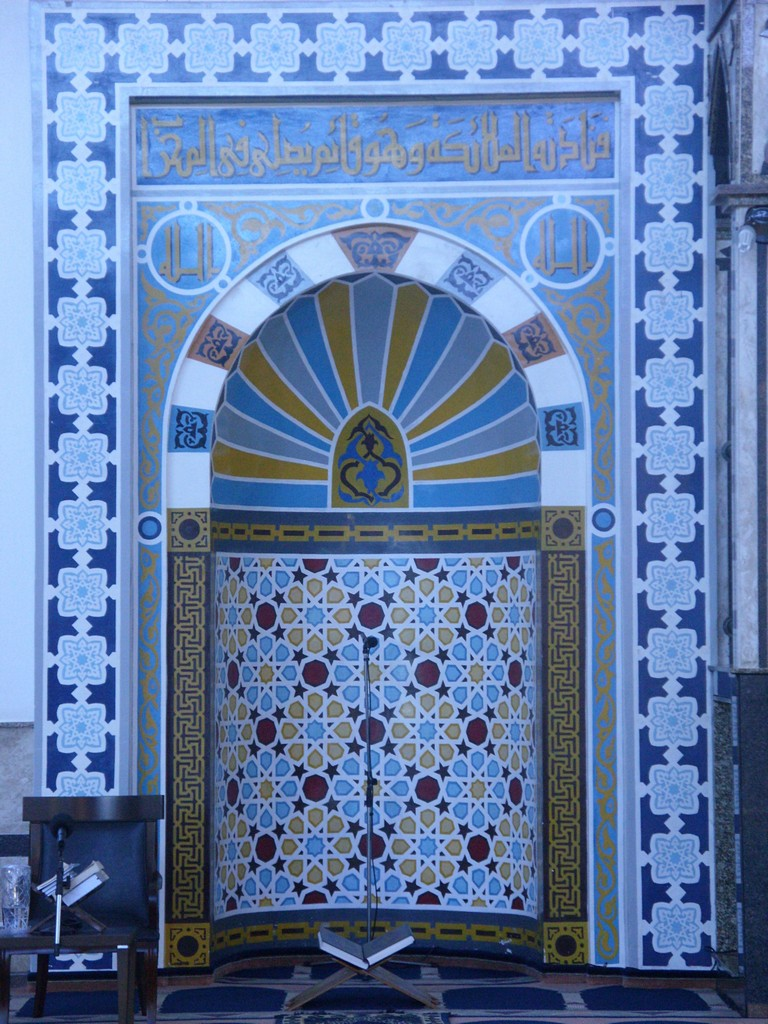
De mihrab van de moskee.
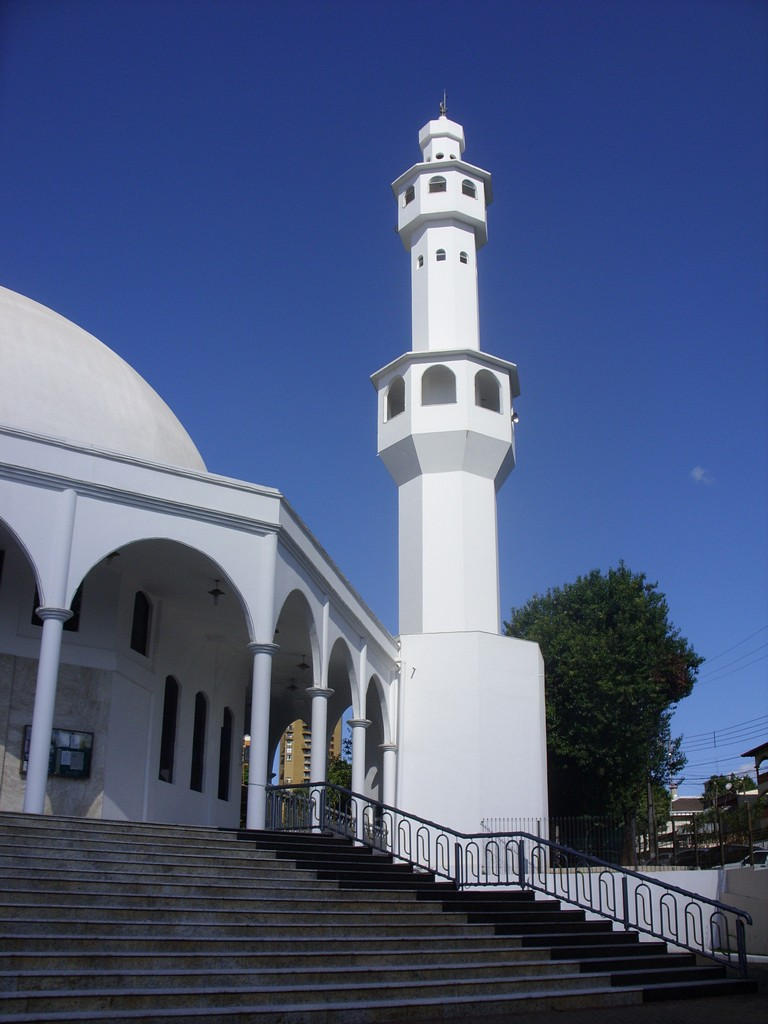
Beide minaretten zijn 31 meter hoog.